# Trois Jours de La Panne 2017
La 41e édition des Trois Jours de La Panne a eu lieu du 28 au 30 mars 2017. Elle fait partie du calendrier UCI Europe Tour 2017 en catégorie 2.HC.

## Présentation

### Équipes
| WorldTeams (7)- Bora-Hansgrohe - Katusha-Alpecin - Lotto-Soudal - Orica-Scott - Quick-Step Floors - Trek-Segafredo - UAE Team Emirates Équipes continentales professionnelles (13)- Aqua Blue Sport - Bardiani CSF - Direct Énergie - Fortuneo-Vital Concept - Gazprom-RusVelo - Israel Cycling Academy - Nippo-Vini Fantini - Roompot-Nederlandse Loterij - Sport Vlaanderen-Baloise - Verandas Willems-Crelan - Wanty-Groupe Gobert - WB-Veranclassic-Aqua Protect - Wilier Triestina-Selle Italia Équipes continentales (4)- Cibel-Cebon - Joker Icopal - Pauwels Sauzen-Vastgoedservice - Tarteletto-Isorex |
| |

## Étapes
| Étape      | Date    | Villes étapes       | type                        | Distance (km) | Vainqueur d'étape  | Leader du classement général |
| ---------- | ------- | ------------------- | --------------------------- | ------------- | ------------------ | ---------------------------- |
| 1re étape  | 28 mars | La Panne – Zottegem | étape vallonnée             | 205,5         | Philippe Gilbert   | Philippe Gilbert             |
| 2e étape   | 29 mars | Zottegem – Coxyde   | étape vallonnée             | 192,9         | Alexander Kristoff | Philippe Gilbert             |
| 3e a étape | 30 mars | La Panne – La Panne | étape vallonnée             | 118,5         | Marcel Kittel      | Philippe Gilbert             |
| 3e b étape | 30 mars | La Panne – La Panne | contre-la-montre individuel | 14,4          | Luke Durbridge     | Philippe Gilbert             |

## Déroulement de la course

### 1reétape

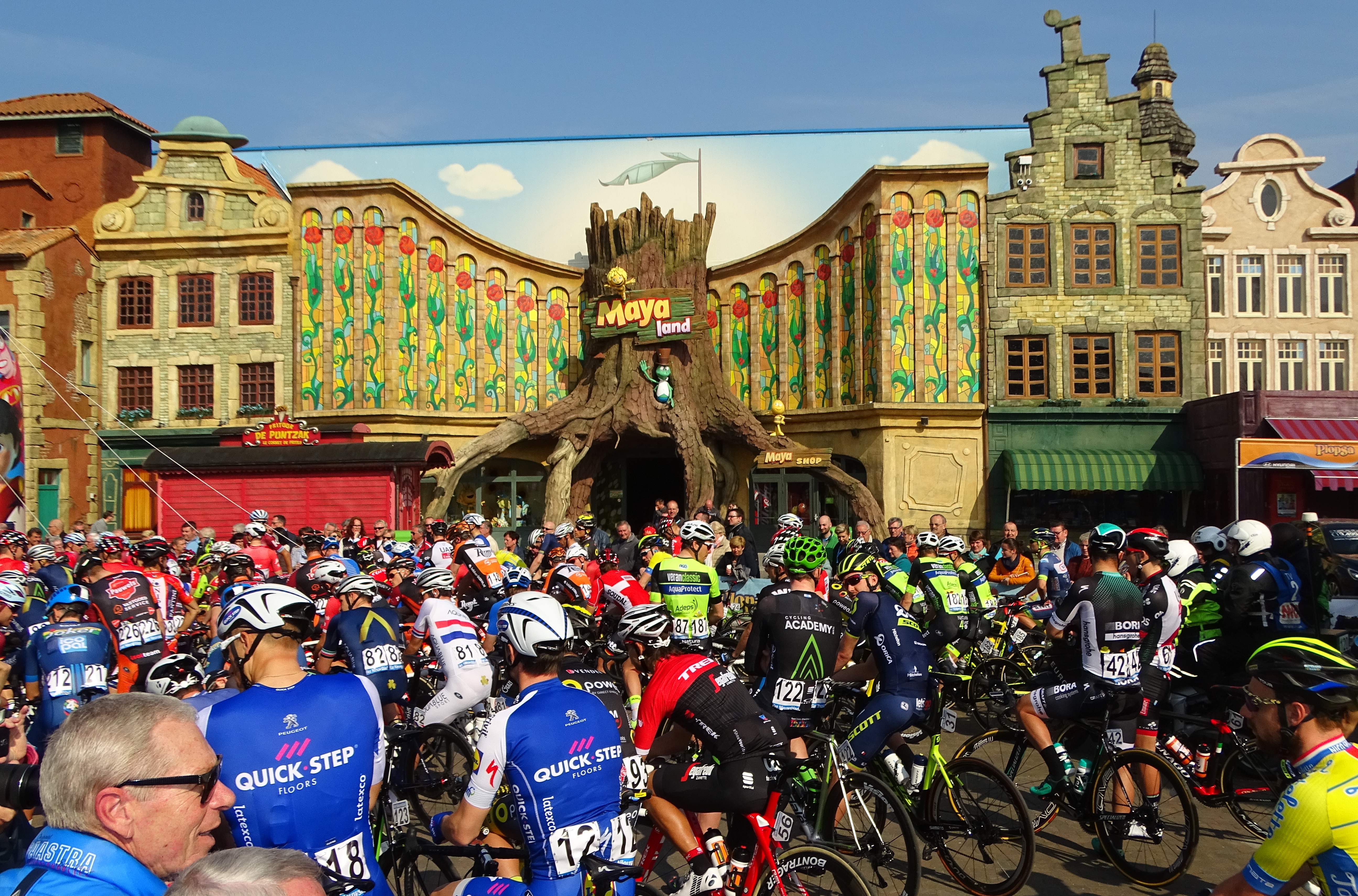
Le départ.

Le départ de la 1re étape est donné dans le parc d'attractions Plopsaland De Panne. 
| \| Classement de l'étape \| Classement de l'étape \| Classement de l'étape \| Classement de l'étape \| Classement de l'étape \| \| Coureur \| Coureur \| Pays \| Équipe \| Temps \| \| --------------------- \| --------------------- \| --------------------- \| --------------------- \| --------------------- \| \| 1er \| Philippe Gilbert \| Belgique \| Quick-Step Floors \| 4 h 36 min 18 s \| \| 2e \| Luke Durbridge \| Australie \| Orica-Scott \| + 17 s \| \| 3e \| Simone Consonni \| Italie \| UAE Team Emirates \| + 34 s \| \| 4e \| Jasper De Buyst \| Belgique \| Lotto-Soudal \| + 34 s \| \| 5e \| Matthias Brändle \| Autriche \| Trek-Segafredo \| + 34 s \| \| 6e \| Frederik Backaert \| Belgique \| Wanty-Groupe Gobert \| + 53 s \| \| 7e \| Alexander Kristoff \| Norvège \| Katusha-Alpecin \| + 58 s \| \| 8e \| Edward Theuns \| Belgique \| Trek-Segafredo \| + 58 s \| \| 9e \| Marco Canola \| Italie \| Nippo-Vini Fantini \| + 58 s \| \| 10e \| Sacha Modolo \| Italie \| UAE Team Emirates \| + 58 s \| |                    |           |                     |                 |
| |                    |           |                     |                 |
| Source : ProCyclingStats |                    |           |                     |                 |
| Classement de l'étape |                    |           |                     |                 |
| Coureur | Coureur            | Pays      | Équipe              | Temps           |
| 1er | Philippe Gilbert   | Belgique  | Quick-Step Floors   | 4 h 36 min 18 s |
| 2e | Luke Durbridge     | Australie | Orica-Scott         | + 17 s          |
| 3e | Simone Consonni    | Italie    | UAE Team Emirates   | + 34 s          |
| 4e | Jasper De Buyst    | Belgique  | Lotto-Soudal        | + 34 s          |
| 5e | Matthias Brändle   | Autriche  | Trek-Segafredo      | + 34 s          |
| 6e | Frederik Backaert  | Belgique  | Wanty-Groupe Gobert | + 53 s          |
| 7e | Alexander Kristoff | Norvège   | Katusha-Alpecin     | + 58 s          |
| 8e | Edward Theuns      | Belgique  | Trek-Segafredo      | + 58 s          |
| 9e | Marco Canola       | Italie    | Nippo-Vini Fantini  | + 58 s          |
| 10e | Sacha Modolo       | Italie    | UAE Team Emirates   | + 58 s          |

| \| Classement général \| Classement général \| Classement général \| Classement général \| Classement général \| \| Coureur \| Coureur \| Pays \| Équipe \| Temps \| \| ------------------ \| ------------------ \| ------------------ \| ------------------- \| ------------------ \| \| 1er \| Philippe Gilbert \| Belgique \| Quick-Step Floors \| 4 h 36 min 05 s \| \| 2e \| Luke Durbridge \| Australie \| Orica-Scott \| + 22 s \| \| 3e \| Simone Consonni \| Italie \| UAE Team Emirates \| + 43 s \| \| 4e \| Matthias Brändle \| Autriche \| Trek-Segafredo \| + 46 s \| \| 5e \| Jasper De Buyst \| Belgique \| Lotto-Soudal \| + 47 s \| \| 6e \| Frederik Backaert \| Belgique \| Wanty-Groupe Gobert \| + 1 min 06 s \| \| 7e \| Alexander Kristoff \| Norvège \| Katusha-Alpecin \| + 1 min 11 s \| \| 8e \| Edward Theuns \| Belgique \| Trek-Segafredo \| + 1 min 11 s \| \| 9e \| Marco Canola \| Italie \| Nippo-Vini Fantini \| + 1 min 11 s \| \| 10e \| Sacha Modolo \| Italie \| UAE Team Emirates \| + 1 min 11 s \| |                    |           |                     |                 |
| |                    |           |                     |                 |
| Source : ProCyclingStats |                    |           |                     |                 |
| Classement général |                    |           |                     |                 |
| Coureur | Coureur            | Pays      | Équipe              | Temps           |
| 1er | Philippe Gilbert   | Belgique  | Quick-Step Floors   | 4 h 36 min 05 s |
| 2e | Luke Durbridge     | Australie | Orica-Scott         | + 22 s          |
| 3e | Simone Consonni    | Italie    | UAE Team Emirates   | + 43 s          |
| 4e | Matthias Brändle   | Autriche  | Trek-Segafredo      | + 46 s          |
| 5e | Jasper De Buyst    | Belgique  | Lotto-Soudal        | + 47 s          |
| 6e | Frederik Backaert  | Belgique  | Wanty-Groupe Gobert | + 1 min 06 s    |
| 7e | Alexander Kristoff | Norvège   | Katusha-Alpecin     | + 1 min 11 s    |
| 8e | Edward Theuns      | Belgique  | Trek-Segafredo      | + 1 min 11 s    |
| 9e | Marco Canola       | Italie    | Nippo-Vini Fantini  | + 1 min 11 s    |
| 10e | Sacha Modolo       | Italie    | UAE Team Emirates   | + 1 min 11 s    |

### 2eétape
| \| Classement de l'étape \| Classement de l'étape \| Classement de l'étape \| Classement de l'étape \| Classement de l'étape \| \| Coureur \| Coureur \| Pays \| Équipe \| Temps \| \| --------------------- \| --------------------- \| --------------------- \| ---------------------------- \| --------------------- \| \| 1er \| Alexander Kristoff \| Norvège \| Katusha-Alpecin \| 4 h 37 min 29 s \| \| 2e \| Edward Theuns \| Belgique \| Trek-Segafredo \| + 0 s \| \| 3e \| Marcel Kittel \| Allemagne \| Quick-Step Floors \| + 0 s \| \| 4e \| Pascal Ackermann \| Allemagne \| Bora-Hansgrohe \| + 0 s \| \| 5e \| Andrea Guardini \| Italie \| UAE Team Emirates \| + 0 s \| \| 6e \| Maxime Vantomme \| Belgique \| WB-Veranclassic-Aqua Protect \| + 0 s \| \| 7e \| Adrien Petit \| France \| Direct Énergie \| + 0 s \| \| 8e \| Coen Vermeltfoort \| Pays-Bas \| Roompot-Nederlandse Loterij \| + 0 s \| \| 9e \| Pierre-Luc Périchon \| France \| Fortuneo-Vital Concept \| + 0 s \| \| 10e \| Conor Dunne \| Irlande \| Aqua Blue Sport \| + 0 s \| |                     |           |                              |                 |
| |                     |           |                              |                 |
| Source : ProCyclingStats |                     |           |                              |                 |
| Classement de l'étape |                     |           |                              |                 |
| Coureur | Coureur             | Pays      | Équipe                       | Temps           |
| 1er | Alexander Kristoff  | Norvège   | Katusha-Alpecin              | 4 h 37 min 29 s |
| 2e | Edward Theuns       | Belgique  | Trek-Segafredo               | + 0 s           |
| 3e | Marcel Kittel       | Allemagne | Quick-Step Floors            | + 0 s           |
| 4e | Pascal Ackermann    | Allemagne | Bora-Hansgrohe               | + 0 s           |
| 5e | Andrea Guardini     | Italie    | UAE Team Emirates            | + 0 s           |
| 6e | Maxime Vantomme     | Belgique  | WB-Veranclassic-Aqua Protect | + 0 s           |
| 7e | Adrien Petit        | France    | Direct Énergie               | + 0 s           |
| 8e | Coen Vermeltfoort   | Pays-Bas  | Roompot-Nederlandse Loterij  | + 0 s           |
| 9e | Pierre-Luc Périchon | France    | Fortuneo-Vital Concept       | + 0 s           |
| 10e | Conor Dunne         | Irlande   | Aqua Blue Sport              | + 0 s           |

| \| Classement général \| Classement général \| Classement général \| Classement général \| Classement général \| \| Coureur \| Coureur \| Pays \| Équipe \| Temps \| \| ------------------ \| ------------------- \| ------------------ \| ---------------------------- \| ------------------ \| \| 1er \| Philippe Gilbert \| Belgique \| Quick-Step Floors \| 9 h 13 min 28 s \| \| 2e \| Matthias Brändle \| Autriche \| Trek-Segafredo \| + 50 s \| \| 3e \| Alexander Kristoff \| Norvège \| Katusha-Alpecin \| + 1 min 07 s \| \| 4e \| Edward Theuns \| Belgique \| Trek-Segafredo \| + 1 min 11 s \| \| 5e \| Pim Ligthart \| Pays-Bas \| Roompot-Nederlandse Loterij \| + 1 min 15 s \| \| 6e \| Sylvain Chavanel \| France \| Direct Énergie \| + 1 min 15 s \| \| 7e \| Maxime Vantomme \| Belgique \| WB-Veranclassic-Aqua Protect \| + 1 min 17 s \| \| 8e \| Pierre-Luc Périchon \| France \| Fortuneo-Vital Concept \| + 1 min 17 s \| \| 9e \| Boy van Poppel \| Pays-Bas \| Trek-Segafredo \| + 1 min 22 s \| \| 10e \| Jasper De Buyst \| Belgique \| Lotto-Soudal \| + 2 min 25 s \| |                     |          |                              |                 |
| |                     |          |                              |                 |
| Source : ProCyclingStats |                     |          |                              |                 |
| Classement général |                     |          |                              |                 |
| Coureur | Coureur             | Pays     | Équipe                       | Temps           |
| 1er | Philippe Gilbert    | Belgique | Quick-Step Floors            | 9 h 13 min 28 s |
| 2e | Matthias Brändle    | Autriche | Trek-Segafredo               | + 50 s          |
| 3e | Alexander Kristoff  | Norvège  | Katusha-Alpecin              | + 1 min 07 s    |
| 4e | Edward Theuns       | Belgique | Trek-Segafredo               | + 1 min 11 s    |
| 5e | Pim Ligthart        | Pays-Bas | Roompot-Nederlandse Loterij  | + 1 min 15 s    |
| 6e | Sylvain Chavanel    | France   | Direct Énergie               | + 1 min 15 s    |
| 7e | Maxime Vantomme     | Belgique | WB-Veranclassic-Aqua Protect | + 1 min 17 s    |
| 8e | Pierre-Luc Périchon | France   | Fortuneo-Vital Concept       | + 1 min 17 s    |
| 9e | Boy van Poppel      | Pays-Bas | Trek-Segafredo               | + 1 min 22 s    |
| 10e | Jasper De Buyst     | Belgique | Lotto-Soudal                 | + 2 min 25 s    |

### 3eétape secteur a
| \| Classement de l'étape \| Classement de l'étape \| Classement de l'étape \| Classement de l'étape \| Classement de l'étape \| \| Coureur \| Coureur \| Pays \| Équipe \| Temps \| \| --------------------- \| --------------------- \| --------------------- \| ------------------------ \| --------------------- \| \| 1er \| Marcel Kittel \| Allemagne \| Quick-Step Floors \| 2 h 37 min 29 s \| \| 2e \| Alexander Kristoff \| Norvège \| Katusha-Alpecin \| + 0 s \| \| 3e \| Sacha Modolo \| Italie \| UAE Team Emirates \| + 0 s \| \| 4e \| Rüdiger Selig \| Allemagne \| Bora-Hansgrohe \| + 0 s \| \| 5e \| Edward Theuns \| Belgique \| Trek-Segafredo \| + 0 s \| \| 6e \| Matteo Pelucchi \| Italie \| Bora-Hansgrohe \| + 0 s \| \| 7e \| Jens Debusschere \| Belgique \| Lotto-Soudal \| + 0 s \| \| 8e \| Luka Mezgec \| Slovénie \| Orica-Scott \| + 0 s \| \| 9e \| Jelle Mannaerts \| Belgique \| Tarteletto-Isorex \| + 0 s \| \| 10e \| Jonas Rickaert \| Belgique \| Sport Vlaanderen-Baloise \| + 0 s \| |                    |           |                          |                 |
| |                    |           |                          |                 |
| Source : ProCyclingStats |                    |           |                          |                 |
| Classement de l'étape |                    |           |                          |                 |
| Coureur | Coureur            | Pays      | Équipe                   | Temps           |
| 1er | Marcel Kittel      | Allemagne | Quick-Step Floors        | 2 h 37 min 29 s |
| 2e | Alexander Kristoff | Norvège   | Katusha-Alpecin          | + 0 s           |
| 3e | Sacha Modolo       | Italie    | UAE Team Emirates        | + 0 s           |
| 4e | Rüdiger Selig      | Allemagne | Bora-Hansgrohe           | + 0 s           |
| 5e | Edward Theuns      | Belgique  | Trek-Segafredo           | + 0 s           |
| 6e | Matteo Pelucchi    | Italie    | Bora-Hansgrohe           | + 0 s           |
| 7e | Jens Debusschere   | Belgique  | Lotto-Soudal             | + 0 s           |
| 8e | Luka Mezgec        | Slovénie  | Orica-Scott              | + 0 s           |
| 9e | Jelle Mannaerts    | Belgique  | Tarteletto-Isorex        | + 0 s           |
| 10e | Jonas Rickaert     | Belgique  | Sport Vlaanderen-Baloise | + 0 s           |

| \| Classement général \| Classement général \| Classement général \| Classement général \| Classement général \| \| Coureur \| Coureur \| Pays \| Équipe \| Temps \| \| ------------------ \| ------------------- \| ------------------ \| ---------------------------- \| ------------------ \| \| 1er \| Philippe Gilbert \| Belgique \| Quick-Step Floors \| 11 h 51 min 02 s \| \| 2e \| Matthias Brändle \| Autriche \| Trek-Segafredo \| + 50 s \| \| 3e \| Alexander Kristoff \| Norvège \| Katusha-Alpecin \| + 58 s \| \| 4e \| Edward Theuns \| Belgique \| Trek-Segafredo \| + 1 min 06 s \| \| 5e \| Sylvain Chavanel \| France \| Direct Énergie \| + 1 min 15 s \| \| 6e \| Pim Ligthart \| Pays-Bas \| Roompot-Nederlandse Loterij \| + 1 min 15 s \| \| 7e \| Maxime Vantomme \| Belgique \| WB-Veranclassic-Aqua Protect \| + 1 min 17 s \| \| 8e \| Pierre-Luc Périchon \| France \| Fortuneo-Vital Concept \| + 1 min 17 s \| \| 9e \| Boy van Poppel \| Pays-Bas \| Trek-Segafredo \| + 1 min 22 s \| \| 10e \| Jasper De Buyst \| Belgique \| Lotto-Soudal \| + 2 min 20 s \| |                     |          |                              |                  |
| |                     |          |                              |                  |
| Source : ProCyclingStats |                     |          |                              |                  |
| Classement général |                     |          |                              |                  |
| Coureur | Coureur             | Pays     | Équipe                       | Temps            |
| 1er | Philippe Gilbert    | Belgique | Quick-Step Floors            | 11 h 51 min 02 s |
| 2e | Matthias Brändle    | Autriche | Trek-Segafredo               | + 50 s           |
| 3e | Alexander Kristoff  | Norvège  | Katusha-Alpecin              | + 58 s           |
| 4e | Edward Theuns       | Belgique | Trek-Segafredo               | + 1 min 06 s     |
| 5e | Sylvain Chavanel    | France   | Direct Énergie               | + 1 min 15 s     |
| 6e | Pim Ligthart        | Pays-Bas | Roompot-Nederlandse Loterij  | + 1 min 15 s     |
| 7e | Maxime Vantomme     | Belgique | WB-Veranclassic-Aqua Protect | + 1 min 17 s     |
| 8e | Pierre-Luc Périchon | France   | Fortuneo-Vital Concept       | + 1 min 17 s     |
| 9e | Boy van Poppel      | Pays-Bas | Trek-Segafredo               | + 1 min 22 s     |
| 10e | Jasper De Buyst     | Belgique | Lotto-Soudal                 | + 2 min 20 s     |

### 3eétape secteur b
| \| Classement de l'étape \| Classement de l'étape \| Classement de l'étape \| Classement de l'étape \| Classement de l'étape \| \| Coureur \| Coureur \| Pays \| Équipe \| Temps \| \| --------------------- \| --------------------- \| --------------------- \| ---------------------------- \| --------------------- \| \| 1er \| Luke Durbridge \| Australie \| Orica-Scott \| 17 min 38 s \| \| 2e \| Sylvain Chavanel \| France \| Direct Énergie \| + 0 s \| \| 3e \| Alexander Kristoff \| Norvège \| Katusha-Alpecin \| + 2 s \| \| 4e \| Marcel Kittel \| Allemagne \| Quick-Step Floors \| + 3 s \| \| 5e \| Matthias Brändle \| Autriche \| Trek-Segafredo \| + 5 s \| \| 6e \| Alexander Edmondson \| Australie \| Orica-Scott \| + 9 s \| \| 7e \| Philippe Gilbert \| Belgique \| Quick-Step Floors \| + 17 s \| \| 8e \| Nils Politt \| Allemagne \| Katusha-Alpecin \| + 31 s \| \| 9e \| Peter Koning \| Pays-Bas \| Aqua Blue Sport \| + 36 s \| \| 10e \| Olivier Pardini \| Belgique \| WB-Veranclassic-Aqua Protect \| + 39 s \| |                     |           |                              |             |
| |                     |           |                              |             |
| Source : ProCyclingStats |                     |           |                              |             |
| Classement de l'étape |                     |           |                              |             |
| Coureur | Coureur             | Pays      | Équipe                       | Temps       |
| 1er | Luke Durbridge      | Australie | Orica-Scott                  | 17 min 38 s |
| 2e | Sylvain Chavanel    | France    | Direct Énergie               | + 0 s       |
| 3e | Alexander Kristoff  | Norvège   | Katusha-Alpecin              | + 2 s       |
| 4e | Marcel Kittel       | Allemagne | Quick-Step Floors            | + 3 s       |
| 5e | Matthias Brändle    | Autriche  | Trek-Segafredo               | + 5 s       |
| 6e | Alexander Edmondson | Australie | Orica-Scott                  | + 9 s       |
| 7e | Philippe Gilbert    | Belgique  | Quick-Step Floors            | + 17 s      |
| 8e | Nils Politt         | Allemagne | Katusha-Alpecin              | + 31 s      |
| 9e | Peter Koning        | Pays-Bas  | Aqua Blue Sport              | + 36 s      |
| 10e | Olivier Pardini     | Belgique  | WB-Veranclassic-Aqua Protect | + 39 s      |

## Classements finals

### Classement général final
.
| \| Classement général \| Classement général \| Classement général \| Classement général \| Classement général \| \| Coureur \| Coureur \| Pays \| Équipe \| Temps \| \| ------------------ \| ------------------- \| ------------------ \| ---------------------------- \| ------------------ \| \| 1er \| Philippe Gilbert \| Belgique \| Quick-Step Floors \| 12 h 08 min 57 s \| \| 2e \| Matthias Brändle \| Autriche \| Trek-Segafredo \| + 38 s \| \| 3e \| Alexander Kristoff \| Norvège \| Katusha-Alpecin \| + 43 s \| \| 4e \| Sylvain Chavanel \| France \| Direct Énergie \| + 58 s \| \| 5e \| Pierre-Luc Périchon \| France \| Fortuneo-Vital Concept \| + 1 min 39 s \| \| 6e \| Maxime Vantomme \| Belgique \| WB-Veranclassic-Aqua Protect \| + 1 min 50 s \| \| 7e \| Edward Theuns \| Belgique \| Trek-Segafredo \| + 1 min 54 s \| \| 8e \| Pim Ligthart \| Pays-Bas \| Roompot-Nederlandse Loterij \| + 2 min 10 s \| \| 9e \| Boy van Poppel \| Pays-Bas \| Trek-Segafredo \| + 2 min 24 s \| \| 10e \| Jasper De Buyst \| Belgique \| Lotto-Soudal \| + 2 min 46 s \| |                     |          |                              |                  |
| |                     |          |                              |                  |
| Sources : ProCyclingStats Cycling Quotient |                     |          |                              |                  |
| Classement général |                     |          |                              |                  |
| Coureur | Coureur             | Pays     | Équipe                       | Temps            |
| 1er | Philippe Gilbert    | Belgique | Quick-Step Floors            | 12 h 08 min 57 s |
| 2e | Matthias Brändle    | Autriche | Trek-Segafredo               | + 38 s           |
| 3e | Alexander Kristoff  | Norvège  | Katusha-Alpecin              | + 43 s           |
| 4e | Sylvain Chavanel    | France   | Direct Énergie               | + 58 s           |
| 5e | Pierre-Luc Périchon | France   | Fortuneo-Vital Concept       | + 1 min 39 s     |
| 6e | Maxime Vantomme     | Belgique | WB-Veranclassic-Aqua Protect | + 1 min 50 s     |
| 7e | Edward Theuns       | Belgique | Trek-Segafredo               | + 1 min 54 s     |
| 8e | Pim Ligthart        | Pays-Bas | Roompot-Nederlandse Loterij  | + 2 min 10 s     |
| 9e | Boy van Poppel      | Pays-Bas | Trek-Segafredo               | + 2 min 24 s     |
| 10e | Jasper De Buyst     | Belgique | Lotto-Soudal                 | + 2 min 46 s     |

### Classements annexes

#### Classement par points
| Classement par points | Classement par points | Classement par points | Classement par points        | Classement par points |
| Coureur               | Coureur               | Pays                  | Équipe                       | Points                |
| --------------------- | --------------------- | --------------------- | ---------------------------- | --------------------- |
| 1er                   | Alexander Kristoff    | Norvège               | Katusha-Alpecin              | 46 pts                |
| 2e                    | Marcel Kittel         | Allemagne             | Quick-Step Floors            | 33 pts                |
| 3e                    | Edward Theuns         | Belgique              | Trek-Segafredo               | 32 pts                |
| 4e                    | Philippe Gilbert      | Belgique              | Quick-Step Floors            | 28 pts                |
| 5e                    | Luke Durbridge        | Australie             | Orica-Scott                  | 28 pts                |
| 6e                    | Matthias Brändle      | Autriche              | Trek-Segafredo               | 19 pts                |
| 7e                    | Simone Consonni       | Italie                | UAE Team Emirates            | 16 pts                |
| 8e                    | Maxime Vantomme       | Belgique              | WB-Veranclassic-Aqua Protect | 14 pts                |
| 9e                    | Jasper De Buyst       | Belgique              | Lotto-Soudal                 | 14 pts                |
| 10e                   | Sacha Modolo          | Italie                | UAE Team Emirates            | 14 pts                |

#### Classement par équipes
| Classement par équipes | Classement par équipes       | Classement par équipes | Classement par équipes |
| Équipe                 | Équipe                       | Pays                   | Temps                  |
| ---------------------- | ---------------------------- | ---------------------- | ---------------------- |
| 1re                    | Trek-Segafredo               | États-Unis             | 36 h 31 min 56 s       |
| 2e                     | Katusha-Alpecin              | Suisse                 | + 4 min 25 s           |
| 3e                     | UAE Team Emirates            | Émirats arabes unis    | + 6 min 25 s           |
| 4e                     | Wanty-Groupe Gobert          | Belgique               | + 9 min 13 s           |
| 5e                     | Direct Énergie               | France                 | + 12 min 19 s          |
| 6e                     | Quick-Step Floors            | Belgique               | + 12 min 23 s          |
| 7e                     | Bora-Hansgrohe               | Allemagne              | + 14 min 30 s          |
| 8e                     | Lotto-Soudal                 | Belgique               | + 17 min 24 s          |
| 9e                     | Roompot-Nederlandse Loterij  | Pays-Bas               | + 18 min 36 s          |
| 10e                    | WB-Veranclassic-Aqua Protect | Belgique               | + 22 min 35 s          |

## Liste des participants
- Liste des participants

| Katusha-Alpecin KAT                                       | Katusha-Alpecin KAT          | Katusha-Alpecin KAT |
| --------------------------------------------------------- | ---------------------------- | ------------------- |
| Num                                                       | Coureur                      | Pos                 |
| 1                                                         | Alexander Kristoff (NOR)     |                     |
| 2                                                         | Marco Haller (AUT)           |                     |
| 3                                                         | Reto Hollenstein (SUI)       |                     |
| 4                                                         | Viatcheslav Kouznetsov (RUS) |                     |
| 5                                                         | Nils Politt (GER) *          |                     |
| 6                                                         | Baptiste Planckaert (BEL)    |                     |
| 7                                                         | Mads Würtz Schmidt (DEN) *   |                     |
| 8                                                         | Rick Zabel (GER) *           |                     |
| Directeurs sportifs : Torsten Schmidt, Guennadi Mikhailov |                              |                     |

| Quick-Step Floors QST                                  | Quick-Step Floors QST     | Quick-Step Floors QST |
| ------------------------------------------------------ | ------------------------- | --------------------- |
| Num                                                    | Coureur                   | Pos                   |
| 11                                                     | Philippe Gilbert (BEL)    |                       |
| 12                                                     | Dries Devenyns (BEL)      |                       |
| 13                                                     | Maximiliano Richeze (ARG) |                       |
| 14                                                     | Jack Bauer (NZL)          |                       |
| 15                                                     | Davide Martinelli (ITA) * |                       |
| 16                                                     | Tim Declercq (BEL)        |                       |
| 17                                                     | Fabio Sabatini (ITA)      |                       |
| 18                                                     | Marcel Kittel (GER)       |                       |
| Directeurs sportifs : Rik Van Slycke, Wilfried Peeters |                           |                       |

| Lotto-Soudal LTS                                           | Lotto-Soudal LTS        | Lotto-Soudal LTS |
| ---------------------------------------------------------- | ----------------------- | ---------------- |
| Num                                                        | Coureur                 | Pos              |
| 21                                                         | Tony Gallopin (FRA)     |                  |
| 22                                                         | Jasper De Buyst (BEL) * |                  |
| 23                                                         | Frederik Frison (BEL) * |                  |
| 24                                                         | Lars Bak (DEN)          |                  |
| 25                                                         | Moreno Hofland (NED)    |                  |
| 26                                                         | Jens Debusschere (BEL)  |                  |
| 27                                                         | Rémy Mertz (BEL) *      |                  |
| 28                                                         | Marcel Sieberg (GER)    |                  |
| Directeurs sportifs : Frederik Willems, Kurt Van de Wouwer |                         |                  |

| Orica-Scott ORS                                       | Orica-Scott ORS               | Orica-Scott ORS |
| ----------------------------------------------------- | ----------------------------- | --------------- |
| Num                                                   | Coureur                       | Pos             |
| 31                                                    | Luke Durbridge (AUS)          |                 |
| 32                                                    | Christopher Juul Jensen (DEN) |                 |
| 33                                                    | Alexander Edmondson (AUS) *   |                 |
| 34                                                    | Jens Keukeleire (BEL)         |                 |
| 35                                                    |                               |                 |
| 36                                                    |                               |                 |
| 37                                                    | Roger Kluge (GER)             |                 |
| 38                                                    | Luka Mezgec (SLO)             |                 |
| Directeurs sportifs : Matthew Wilson, Laurenzo Lapage |                               |                 |

| Bora-Hansgrohe BOH                                    | Bora-Hansgrohe BOH        | Bora-Hansgrohe BOH |
| ----------------------------------------------------- | ------------------------- | ------------------ |
| Num                                                   | Coureur                   | Pos                |
| 41                                                    | Pascal Ackermann (GER) *  |                    |
| 42                                                    | Matteo Pelucchi (ITA)     |                    |
| 43                                                    | Erik Baška (SVK) *        |                    |
| 44                                                    | Sam Bennett (IRL)         |                    |
| 45                                                    | Christoph Pfingsten (GER) |                    |
| 46                                                    | Lukas Pöstlberger (AUT) * |                    |
| 47                                                    | Andreas Schillinger (GER) |                    |
| 48                                                    | Rüdiger Selig (GER)       |                    |
| Directeurs sportifs : André Schulze, Steffen Radochla |                           |                    |

| Trek-Segafredo TFS                               | Trek-Segafredo TFS     | Trek-Segafredo TFS |
| ------------------------------------------------ | ---------------------- | ------------------ |
| Num                                              | Coureur                | Pos                |
| 51                                               | Edward Theuns (BEL)    |                    |
| 52                                               | Fumiyuki Beppu (JPN)   |                    |
| 53                                               | Matthias Brändle (AUT) |                    |
| 54                                               | Gregory Daniel (USA) * |                    |
| 55                                               | Laurent Didier (LUX)   |                    |
| 56                                               | Kiel Reijnen (USA)     |                    |
| 57                                               | Mads Pedersen (DEN) *  |                    |
| 58                                               | Boy van Poppel (NED)   |                    |
| Directeurs sportifs : Dirk Demol, Alain Gallopin |                        |                    |

| UAE Emirates UAD                  | UAE Emirates UAD           | UAE Emirates UAD |
| --------------------------------- | -------------------------- | ---------------- |
| Num                               | Coureur                    | Pos              |
| 61                                | Sacha Modolo (ITA)         |                  |
| 62                                | Andrea Guardini (ITA)      |                  |
| 63                                | Vegard Stake Laengen (NOR) |                  |
| 64                                | Marko Kump (SLO)           |                  |
| 65                                | Marco Marcato (ITA)        |                  |
| 66                                | Simone Consonni (ITA) *    |                  |
| 67                                | Oliviero Troia (ITA) *     |                  |
| 68                                | Federico Zurlo (ITA) *     |                  |
| Directeur sportif : Daniele Righi |                            |                  |

| Bardiani CSF BRD                    | Bardiani CSF BRD          | Bardiani CSF BRD |
| ----------------------------------- | ------------------------- | ---------------- |
| Num                                 | Coureur                   | Pos              |
| 71                                  | Enrico Barbin (ITA)       |                  |
| 72                                  | Vincenzo Albanese (ITA) * |                  |
| 73                                  | Mirco Maestri (ITA)       |                  |
| 74                                  | Marco Maronese (ITA) *    |                  |
| 75                                  |                           |                  |
| 76                                  |                           |                  |
| 77                                  | Paolo Simion (ITA)        |                  |
| 78                                  | Alessandro Tonelli (ITA)  |                  |
| Directeur sportif : Stefano Zanatta |                           |                  |

| Aqua Blue Sport ABS                             | Aqua Blue Sport ABS         | Aqua Blue Sport ABS |
| ----------------------------------------------- | --------------------------- | ------------------- |
| Num                                             | Coureur                     | Pos                 |
| 81                                              | Adam Blythe (GBR)           |                     |
| 82                                              | Matthew Brammeier (IRL)     |                     |
| 83                                              | Mark Christian (GBR)        |                     |
| 84                                              | Peter Koning (NED)          |                     |
| 85                                              | Conor Dunne (IRL) *         |                     |
| 86                                              | Andrew Fenn (GBR)           |                     |
| 87                                              | Aaron Gate (NZL)            |                     |
| 88                                              | Lasse Norman Hansen (DEN) * |                     |
| Directeurs sportifs : Tim Barry, Nicki Sørensen |                             |                     |

| Direct Énergie DEN                                       | Direct Énergie DEN     | Direct Énergie DEN |
| -------------------------------------------------------- | ---------------------- | ------------------ |
| Num                                                      | Coureur                | Pos                |
| 91                                                       | Sylvain Chavanel (FRA) |                    |
| 92                                                       | Romain Cardis (FRA) *  |                    |
| 93                                                       | Ryan Anderson (CAN)    |                    |
| 94                                                       | Yohann Gène (FRA)      |                    |
| 95                                                       | Julien Morice (FRA)    |                    |
| 96                                                       | Adrien Petit (FRA)     |                    |
| 97                                                       | Alexandre Pichot (FRA) |                    |
| 98                                                       | Tony Hurel (FRA)       |                    |
| Directeurs sportifs : Dominique Arnould, Lylian Lebreton |                        |                    |

| Fortuneo-Vital Concept FVC                         | Fortuneo-Vital Concept FVC | Fortuneo-Vital Concept FVC |
| -------------------------------------------------- | -------------------------- | -------------------------- |
| Num                                                | Coureur                    | Pos                        |
| 101                                                | Franck Bonnamour (FRA) *   |                            |
| 102                                                | Erwann Corbel (FRA)        |                            |
| 103                                                | Maxime Daniel (FRA)        |                            |
| 104                                                | Brice Feillu (FRA)         |                            |
| 105                                                | Daniel McLay (GBR) *       |                            |
| 106                                                | Arnaud Gérard (FRA)        |                            |
| 107                                                | Pierre-Luc Périchon (FRA)  |                            |
| 108                                                | Boris Vallée (BEL) *       |                            |
| Directeurs sportifs : Yvon Caër, Sébastien Hinault |                            |                            |

| Gazprom-RusVelo GAZ                                  | Gazprom-RusVelo GAZ       | Gazprom-RusVelo GAZ |
| ---------------------------------------------------- | ------------------------- | ------------------- |
| Num                                                  | Coureur                   | Pos                 |
| 111                                                  | Igor Boev (RUS)           |                     |
| 112                                                  | Pavel Brutt (RUS)         |                     |
| 113                                                  | Evgeny Shalunov (RUS) *   |                     |
| 114                                                  | Alexey Tsatevitch (RUS)   |                     |
| 115                                                  | Alexander Porsev (RUS)    |                     |
| 116                                                  | Ivan Savitskiy (RUS) *    |                     |
| 117                                                  | Andrey Solomennikov (RUS) |                     |
| 118                                                  | Nikolay Trusov (RUS)      |                     |
| Directeurs sportifs : Alexei Markov, Alexander Serov |                           |                     |

| Israel Cycling Academy ICA                            | Israel Cycling Academy ICA | Israel Cycling Academy ICA |
| ----------------------------------------------------- | -------------------------- | -------------------------- |
| Num                                                   | Coureur                    | Pos                        |
| 121                                                   | Aviv Yechezkel (ISR) *     |                            |
| 122                                                   | Zakkari Dempster (AUS)     |                            |
| 123                                                   | Krists Neilands (LAT) *    |                            |
| 124                                                   | Benjamin Perry (CAN) *     |                            |
| 125                                                   | Daniel Turek (CZE) *       |                            |
| 126                                                   | Hamish Schreurs (NZL) *    |                            |
| 127                                                   | Dennis van Winden (NED)    |                            |
| 128                                                   | Guy Sagiv (ISR) *          |                            |
| Directeurs sportifs : Kjell Carlström, Óscar Guerrero |                            |                            |

| Nippo-Vini Fantini NIP                                  | Nippo-Vini Fantini NIP       | Nippo-Vini Fantini NIP |
| ------------------------------------------------------- | ---------------------------- | ---------------------- |
| Num                                                     | Coureur                      | Pos                    |
| 131                                                     | Nicola Bagioli (ITA) *       |                        |
| 132                                                     | Pierpaolo De Negri (ITA)     |                        |
| 133                                                     | Iuri Filosi (ITA) *          |                        |
| 134                                                     | Eduard-Michael Grosu (ROU) * |                        |
| 135                                                     | Marco Canola (ITA)           |                        |
| 136                                                     | Yūma Koishi (JPN) *          |                        |
| 137                                                     | Nicolas Marini (ITA) *       |                        |
| 138                                                     | Riccardo Stacchiotti (ITA)   |                        |
| Directeurs sportifs : Stefano Giuliani, Valerio Tebaldi |                              |                        |

| Roompot-Nederlandse Loterij RNL       | Roompot-Nederlandse Loterij RNL | Roompot-Nederlandse Loterij RNL |
| ------------------------------------- | ------------------------------- | ------------------------------- |
| Num                                   | Coureur                         | Pos                             |
| 141                                   | Pim Ligthart (NED)              |                                 |
| 142                                   | Berden de Vries (NED)           |                                 |
| 143                                   | Raymond Kreder (NED)            |                                 |
| 144                                   | André Looij (NED) *             |                                 |
| 145                                   | Elmar Reinders (NED) *          |                                 |
| 146                                   | Sjoerd van Ginneken (NED) *     |                                 |
| 147                                   | Brian van Goethem (NED)         |                                 |
| 148                                   | Coen Vermeltfoort (NED)         |                                 |
| Directeur sportif : Michel Cornelisse |                                 |                                 |

| Sport Vlaanderen-Baloise SVB                            | Sport Vlaanderen-Baloise SVB | Sport Vlaanderen-Baloise SVB |
| ------------------------------------------------------- | ---------------------------- | ---------------------------- |
| Num                                                     | Coureur                      | Pos                          |
| 151                                                     | Piet Allegaert (BEL) *       |                              |
| 152                                                     | Aimé De Gendt (BEL) *        |                              |
| 153                                                     | Kenny De Ketele (BEL)        |                              |
| 154                                                     | Benjamin Declercq (BEL) *    |                              |
| 155                                                     | Kevin Deltombe (BEL) *       |                              |
| 156                                                     | Christophe Noppe (BEL) *     |                              |
| 157                                                     | Ruben Pols (BEL) *           |                              |
| 158                                                     | Jonas Rickaert (BEL) *       |                              |
| Directeurs sportifs : Hans De Clercq, Walter Planckaert |                              |                              |

| Verandas Willems-Crelan VWC                               | Verandas Willems-Crelan VWC  | Verandas Willems-Crelan VWC |
| --------------------------------------------------------- | ---------------------------- | --------------------------- |
| Num                                                       | Coureur                      | Pos                         |
| 161                                                       | Timothy Dupont (BEL)         |                             |
| 162                                                       | Stijn Devolder (BEL)         |                             |
| 163                                                       | Elias Van Breussegem (BEL) * |                             |
| 164                                                       | Sander Cordeel (BEL)         |                             |
| 165                                                       | Stef Van Zummeren (BEL)      |                             |
| 166                                                       | Gaëtan Bille (BEL)           |                             |
| 167                                                       | Michael Goolaerts (BEL) *    |                             |
| 168                                                       | Aidis Kruopis (LTU)          |                             |
| Directeurs sportifs : Ivan De Schamphelaere, Niels Albert |                              |                             |

| Wanty-Groupe Gobert WGG                                        | Wanty-Groupe Gobert WGG        | Wanty-Groupe Gobert WGG |
| -------------------------------------------------------------- | ------------------------------ | ----------------------- |
| Num                                                            | Coureur                        | Pos                     |
| 171                                                            | Guillaume Van Keirsbulck (BEL) |                         |
| 172                                                            | Kenny Dehaes (BEL)             |                         |
| 173                                                            | Danilo Napolitano (ITA)        |                         |
| 174                                                            | Mark McNally (GBR)             |                         |
| 175                                                            | Andrea Pasqualon (ITA)         |                         |
| 176                                                            | Robin Stenuit (BEL)            |                         |
| 177                                                            | Frederik Backaert (BEL)        |                         |
| 178                                                            | Jérôme Baugnies (BEL)          |                         |
| Directeurs sportifs : Hilaire Van der Schueren, Steven De Neef |                                |                         |

| WB-Veranclassic-Aqua Protect WVA                          | WB-Veranclassic-Aqua Protect WVA | WB-Veranclassic-Aqua Protect WVA |
| --------------------------------------------------------- | -------------------------------- | -------------------------------- |
| Num                                                       | Coureur                          | Pos                              |
| 181                                                       | Kevyn Ista (BEL)                 |                                  |
| 182                                                       | Alex Kirsch (LUX) *              |                                  |
| 183                                                       | Jimmy Duquennoy (BEL) *          |                                  |
| 184                                                       | Roy Jans (BEL)                   |                                  |
| 185                                                       | Olivier Pardini (BEL)            |                                  |
| 186                                                       | Lawrence Naesen (BEL) *          |                                  |
| 187                                                       | Julien Stassen (BEL)             |                                  |
| 188                                                       | Maxime Vantomme (BEL)            |                                  |
| Directeurs sportifs : Thierry Marichal, Frédéric Amorison |                                  |                                  |

| Wilier Triestina-Selle Italia WIL                 | Wilier Triestina-Selle Italia WIL | Wilier Triestina-Selle Italia WIL |
| ------------------------------------------------- | --------------------------------- | --------------------------------- |
| Num                                               | Coureur                           | Pos                               |
| 191                                               | Filippo Pozzato (ITA)             |                                   |
| 192                                               | Liam Bertazzo (ITA) *             |                                   |
| 193                                               | Matteo Draperi (ITA)              |                                   |
| 194                                               | Jacopo Mosca (ITA) *              |                                   |
| 195                                               | Jakub Mareczko (ITA) *            |                                   |
| 196                                               | Rafael Andriato (BRA)             |                                   |
| 197                                               | Alex Turrin (ITA) *               |                                   |
| 198                                               | Eugert Zhupa (ALB)                |                                   |
| Directeurs sportifs : Luca Scinto, Luca Amoriello |                                   |                                   |

| Cibel-Cebon CIB                                              | Cibel-Cebon CIB          | Cibel-Cebon CIB |
| ------------------------------------------------------------ | ------------------------ | --------------- |
| Num                                                          | Coureur                  | Pos             |
| 201                                                          | Robby Cobbaert (BEL)     |                 |
| 202                                                          | Alexander Cools (BEL) *  |                 |
| 203                                                          | Mathias De Witte (BEL) * |                 |
| 204                                                          | Alexander Maes (BEL) *   |                 |
| 205                                                          | Gianni Marchand (BEL)    |                 |
| 206                                                          | Wim Reynaerts (BEL) *    |                 |
| 207                                                          | Joeri Stallaert (BEL)    |                 |
| 208                                                          | Seppe Verschuere (BEL) * |                 |
| Directeurs sportifs : Gaspard Van Petegem, Edwin Van Petegem |                          |                 |

| Joker Icopal TJI      | Joker Icopal TJI             | Joker Icopal TJI |
| --------------------- | ---------------------------- | ---------------- |
| Num                   | Coureur                      | Pos              |
| 211                   | Kristoffer Halvorsen (NOR) * |                  |
| 212                   | Vegard Breen (NOR)           |                  |
| 213                   | Anders Skaarseth (NOR) *     |                  |
| 214                   | Ole Forfang (NOR) *          |                  |
| 215                   | Markus Hoelgaard (NOR) *     |                  |
| 216                   | Bjørn Tore Hoem (NOR)        |                  |
| 217                   | Kristoffer Skjerping (NOR) * |                  |
| 218                   | Adrian Aas Stien (NOR) *     |                  |
| Directeurs sportifs : |                              |                  |

| Pauwels Sauzen-Vastgoedservice PSV | Pauwels Sauzen-Vastgoedservice PSV | Pauwels Sauzen-Vastgoedservice PSV |
| ---------------------------------- | ---------------------------------- | ---------------------------------- |
| Num                                | Coureur                            | Pos                                |
| 221                                | David Boucher (BEL)                |                                    |
| 222                                | Arjen Livyns (BEL) *               |                                    |
| 223                                | Brecht Dhaene (BEL)                |                                    |
| 224                                | Gerry Druyts (BEL)                 |                                    |
| 225                                | Dieter Bouvry (BEL) *              |                                    |
| 226                                | Rob Leemans (BEL) *                |                                    |
| 227                                | Barry Markus (NED)                 |                                    |
| 228                                | Timothy Stevens (BEL)              |                                    |
| Directeurs sportifs :              |                                    |                                    |

| Tarteletto-Isorex TIS           | Tarteletto-Isorex TIS       | Tarteletto-Isorex TIS |
| ------------------------------- | --------------------------- | --------------------- |
| Num                             | Coureur                     | Pos                   |
| 231                             | Jonathan Breyne (BEL)       |                       |
| 232                             | Michael Cools (BEL) *       |                       |
| 233                             | Niels De Rooze (BEL) *      |                       |
| 234                             | Lorenzo Blomme (BEL) *      |                       |
| 235                             | Jelle Mannaerts (BEL)       |                       |
| 236                             | Rob Ruijgh (NED)            |                       |
| 237                             | Matthias Vandewalle (BEL) * |                       |
| 238                             | Kevin Verwaest (BEL)        |                       |
| Directeur sportif : Ronny Devor |                             |                       |